# Ďurďošík
Ďurďošík é um município da Eslováquia, situado no distrito de Košice-okolie, na região de Košice. Tem 4,59 km² de área e sua população em 2018 foi estimada em 622 habitantes.

## Demografia
| Ano:        | 1994 | 2004    | 2014    | 2024    |
| ----------- | ---- | ------- | ------- | ------- |
| Broj ljudi: | 314  | 350     | 443     | 832     |
| Razlika:    |      | +11,46% | +26,57% | +87,81% |

| Ano:               | 2023 | 2024 |
| ------------------ | ---- | ---- |
| Número de pessoas: | 800  | 832  |
| Diferença:         |      | +4%  |